# Aacheni kongresszus

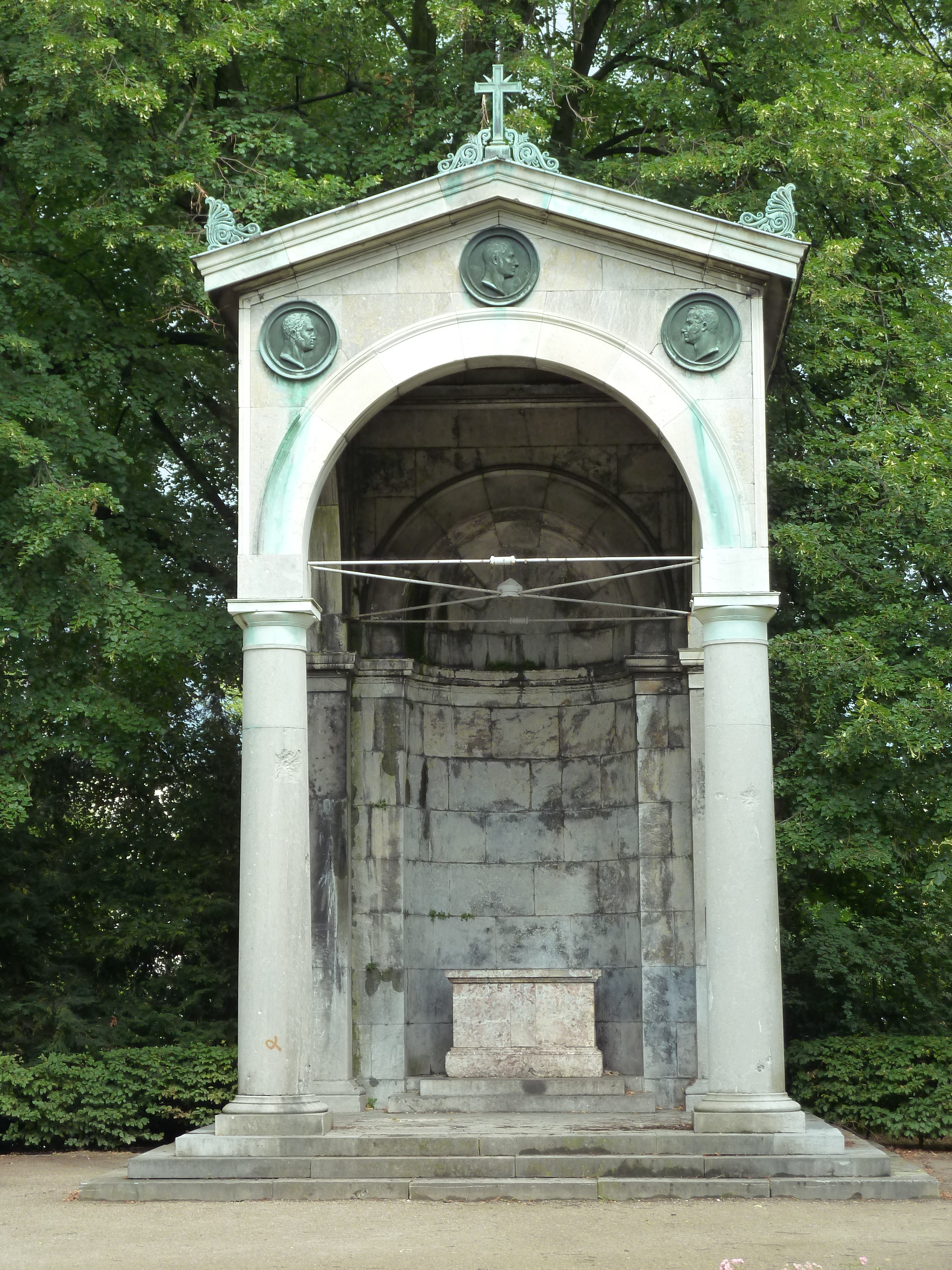
Az emlékmű Aachenben

Az aacheni kongresszus (1818. október 1. – november 15.) az első volt a Szent Szövetség tagállamai (Nagy-Britannia, Osztrák Császárság, Poroszország, Oroszország és Franciaország) által tartott négy kongresszus sorában.
A kongresszus feladata a napóleoni háborúk (1800–1815) nyomán kialakult helyzet rendezése, ennek keretében a helyreállított francia királyság megszilárdítása volt. Ennek érdekében határozatot hoztak a szövetséges csapatoknak Franciaországból való kivonásáról és a francia jóvátétel enyhítéséről. A kongresszuson Oroszországot I. Sándor cár, Poroszországot III. Frigyes Vilmos király, Ausztriát I. Ferenc császár, Nagy-Britanniát Lord Castlereagh és Wellington hercege, míg Franciaországot Richelieu hercege képviselte.
Az első ülésen Richelieu felajánlotta a háborús jóvátétel java részének kifizetését Franciaország részéről, ha a szövetségesek november 30-ig kivonják megszálló csapataikat országából. Az ajánlatot a többi fél elfogadta és október 9-én aláírták a megállapodást a követelésekről és Franciaországot egyenlő félként bevették a négyes szövetségbe (így: Ötös Szövetség). A négyes szövetséget november 15-én titkos szerződésben megújította Nagy Britannia, az Osztrák Császárság, Poroszország és Oroszország.